# オオゴキブリ
オオゴキブリ（大蜚蠊、学名：Panesthia angustipennis spadica）とは、ゴキブリ目オオゴキブリ科に属する昆虫の一種である。その生息環境は自然の保全状態が良好な証とされる。

## 学名・名称
松村松年が1898年におおあぶらむし Panesthia angustipennis Illigerとして最初に記録し、1904年に改めて記載、次いで素木得一が1906年の論文で播磨産のPanesthia angustipennis成虫とCryptogercus spadicusを記載。後者は翅を持たない小型種として新種記載されたものだが、実際のところはオオゴキブリの若齢幼虫にすぎない。
その後Furukawa (1941)でPanesthia spadicaとして日本産のオオゴキブリが記録され、これが日本のオオゴキブリに正式にspadicaの名を与えた最初の例とされる。spadicaの名自体は素木が1931年に松村 (1913)で図説された「つのおほごきぶり Panesthia javanica Serville」に対して使っているが、このつのおほごきぶりは実のところ雄のオオゴキブリであり、P. javanicaはP. angustipennis angustipennisのシノニムとされている。朝比奈 (1988)はspadicaの名について、日本産オオゴキブリの最も古いシノニムと位置づけられたおかげで亜種名として使わざるを得なくなったと記している。

## 形態
成虫の体長は40 - 45 mm（雄37 - 41 mm、雌38 - 41 mm）、前胸背板幅は雄13 - 14 mm、雌12 - 14 mm、前翅長は雄30 - 42 mm、雌30 - 33 mm。頭部は円く平滑で頭頂部はわずかに凹んでいる。体色は漆黒色だが、前頭楯と上唇は褐色味が強い。触覚は16 mmと短く、先端に向けて細まっていく。
前胸背は台形で、雄は前端縁に短く弱い牛角状の突起を1対有し、背板中央にはスマトラ産のP. angustipennis angustipennisよりもハッキリとした小隆起が1対見える。雌は前胸背の前端部中央が浅く凹み、明瞭に牛角状を呈することはない。前肢は比較的短く、腿節前下縁に通常1本から2本の強棘を持ち、まれに3本、左右非対称のこともある。雌は通常2本で時に3本。
雄の翅はふつう腹端に達するか、わずかに腹端を超える長さだが、成熟した個体は翅端が切れた個体が多い。雌は雄よりも短く腹端に達することはない。前翅は光沢のある黒色で、若干褐色味帯びた個体が多い。後翅が発達しているが、飛翔傾向は極めて低いと考えられている。
雄の腹部の輪郭は楕円形で、翅の前縁部を超えて腹部左右縁が露出する。雌の腹部は扁平で幅広である。雌雄は腹部末端に第8節が視認できるかどうかで見分けられ、視認できるものは雄、できないものは雌となる。
幼虫は若齢から終齢に至るまで黒色。朝比奈 (1988)は幼虫の中胸背板に1対の赤褐紋があるという点を根拠に別亜種としてヤエヤマオオゴキブリ Panesthia angustipennis yayeyamensisを記載している。しかし、Maekawa et al. (1999)の分子系統学的研究ではヤエヤマオオゴキブリをオオゴキブリとして扱うことが提案されており、X Wang et al. (2014)も幼虫の斑点の違いによってのみ正確に区別することは十分だとも合理的だとも考えられないとして、Maekawa et al. (1999)と同様にPanesthia angustipennis spadicaのシノニムとして扱うべきであることを支持した。

## 生態
原植生の照葉樹林における代表的な生物構成種の一種で、主に平野部の社叢林や城跡などに残るヤブコウジ―スダジイ群落に生息する。二次林に生息することもある。山地の森林中ではそれほど珍しくない。森林の林床部の倒木や枯株などの朽木中に家族単位のコロニーを形成して生息する。常緑照葉樹林に従属性が認められる傾向が高いが、落葉広葉樹林や針葉樹林にも生息しており、利用する朽木の種類や腐朽段階は相当幅広いと推測される。発生木の樹種はスダジイが最多で、アカマツ、モミ、コジイ、ウラジロガシ、アカガシ、マテバシイでも見られる。朽木中の木質部を餌とし、腸内の共生微生物の力を借りてこれを消化する。
朽木に依存するという点でクチキゴキブリと共通し、場所によっては同じ朽木から共に見つかることもあるが、一夫一妻と子供で構成される家族で営巣するクチキゴキブリとは異なり、本種は多数の個体が集まって営巣する集合性を持つ。
福本ら (2002)による観察結果によると、幼虫期間は推定4 - 5年以上で、数回の越冬を重ねて成虫になると考えられる。成虫の寿命は2年半から3年で、雌は年1度、7月から8月に産卵し、少なくとも生涯に3回産卵する。孵化幼虫数は23 - 27頭で、ゴキブリの中でも繁殖率が非常に低い。1齢幼虫の時点で成虫とあまり変わらないセルロース分解能力を持ち、孵化直後に独立して活動できる早成性であることが示唆されている。

## 分布
日本の本州（青森県白神山地以南）、四国、九州の他、島嶼部では隠岐諸島、佐渡島、壱岐島、対馬島、五島列島（中通島）、屋久島、種子島から記録された標本が知られる。台湾にも分布する。太平洋側では海沿いの温暖な地域を中心に、日本海側では対馬海流の影響による照葉樹林の分布域のみ生息が確認されている。生息環境は局地的で、個体数は多くない。
幼虫の中胸背板に1対の赤褐紋があることを根拠に朝比奈 (1988)で別亜種扱いされたヤエヤマオオゴキブリ Panesthia angustipennis yayeyamensisは石垣島、西表島、台湾に分布する。ただしP. angustipennis yayeyamensisはMaekawa et al. (1999)で本種のシノニム扱いされている。

### 保全状況
森林伐採などによる生息環境の縮小、地球温暖化による土地の乾燥化が進むことによる林床の朽木の状態悪化で、所により種の存続が危ぶまれている。本種について、宮城県は絶滅危惧II類に、青森県、石川県、愛知県は準絶滅危惧種（NT）に指定しているほか、千葉県は一般保護生物、富山県は情報不足、栃木県は要注目種としている。

## 備考

### 昆虫食
昆虫料理研究家の内山昭一は、本種は素揚げにして食べることができ、揚げたてのものは翅や脚ごと食べられるが、取る事でさらに食べやすくなるとする。また、一番オススメするゴキブリだとも述べ、調理法の例として唐揚げを紹介している。ゴキブリ研究者の柳澤静磨は焼いたものは苦味はありながら香ばしくて悪くない味わいだったとしている。

### 近縁種
種Panesthia angustipennis (Illiger, 1801)は分類学的に扱いづらく、Roth (1979)の整理統合で5地域亜種が与えられるまで整理されることがなかった。Beccaloni, G. W. (2014)によれば、種Panesthia angustipennisは本種の他に以下の6亜種が知られている。
Panesthia angustipennis angustipennis Illiger, 1801
インドネシア、パプアニューギニア、マレーシア、オーストラリア（クリスマス島、ココス諸島）、インド・アンダマン諸島、セーシェル、フィリピン、シンガポール、タイ王国、カンボジア、ラオス、ベトナムに分布。
Panesthia angustipennis baluensis Hanitsch, 1933
マレーシア・サバ州に分布。
Panesthia angustipennis bravipennis Brunner von Wattenwyl, 1893
インドネシア（アンボン島、ハルク島、バンダ島、ブル島、モロタイ島、オビ島、バチャン島、テルナテ島、ハルマヘラ島、セラム島）に分布。
Panesthia angustipennis cognata Bey-Bienko, 1969
インド、中国（海南省、広西チワン族自治区、貴州省、雲南省、チベット自治区）、ベトナム、ブータン、ミャンマー、ラオス、タイ王国に分布。
Panesthia angustipennis epostalata Roth, 1979
マレーシア・サラワク州に分布？
Panesthia angustipennis wegneri Princis, 1957
インドネシア（スンバ島、ロンボク島、スンバワ島、フローレス島、ティモール島）に分布。